# Flechas Feas Indijanci
Flechas Feas Indijanci /"ugly arrows"/ pleme američkih Indijanaca poznato iz tek jednog španjolskog dokumenta iz 1683. godine. O njihovoj etnolingvističkoj priapdnosti nije ništa poznato. Živjeli su u predjelima istočno od rijeke Pecos u središnjem dijelu današnjeg zapadnog Teksasa. 

## Vanjske poveznice
- Flechas Feas Indians